# Ročko Polje
Ročko Polje – wieś w Chorwacji, w żupanii istryjskiej, w mieście Buzet. W 2011 roku liczyła 173 mieszkańców.